# Château de Pougy
Le château de Pougy est un ancien château-fort qui était situé sur la commune de Pougy, à 30 km au nord-est de Troyes, dans le département de l'Aube en région Grand Est. Il a été détruit durant la première moitié du XVIIIe siècle.

## Localisation
Il était situé à l'entrée du village de Pougy, du côté de Verricourt, sur la rive droite de la route en direction d'Arcis. Il était placé à l'est de l'église et près de la rive gauche de l'Auzon.
Les vestiges de la motte castrale, appelée Tertre du Guet, et des fossés sont encore perceptibles de nos jours, et la ruelle qui longe son emplacement est nommée ruelle du Vieux-Château,.

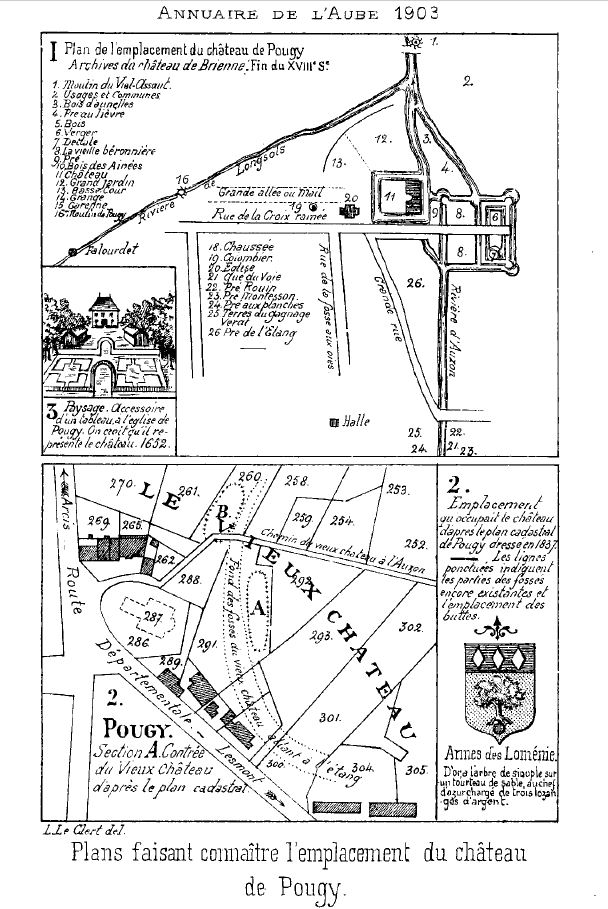
Plans faisant connaître l'emplacement du château de Pougy, par Louis le Clert.

## Histoire
Il a d'abord été la demeure seigneuriale des seigneurs de Pougy et a probablement été construit à la fin du XIe siècle ou au début du XIIe siècle, puis a été remanié à plusieurs reprises au cours du temps.
La terre de Pougy est rachetée en 1399 par Marie de France, duchesse de Bar, qui fait reconstruire le château, mais celui-ci souffre du passage des Anglais lors de la Guerre de Cent Ans.
En 1553, Charles de Luxembourg, comte de Brienne, fait de nouveau reconstruire le château, notamment les tours, et lui donne l'aspect représenté dans la gravure produite par Louis Le Clert dans son Étude historique sur Pougy en 1903.
En 1607, François de Luxembourg, premier duc de Piney-Luxembourg, qui réside alors au château de Pougy, achète une maison seigneuriale à Piney et en fait le siège de son duché puis fait refaire la halle située sous ses fenêtres. En 1613, il meurt dans les murs du château de Pougy.
En 1669, Louis-Henri de Loménie de Brienne fait dresser un devis pour la remise en état du château mais il ne donne pas suite à ce projet. En 1691, il se préoccupe de nouveau de l'état du château, mais celui-ci est déclaré inhabitable par son intendant.
En 1705, son fils, André-Louis-Henri de Loménie, fait de nouveau établir un devis pour réparer le château mais il ne fut pas exécuté.
Le château est démoli peu avant 1742 et de nombreuses pierres de taille sont réutilisées pour la construction du château de Brienne.

## Architecture
Le château de Pougy était initialement constitué d'une motte castrale surmontée d'un donjon. Les fortifications ont été améliorées au cours du temps et le château a été entouré d'une double enceinte de fossés. L'une entourait le château et la basse-cour, alors que l'autre protégeait le château. Ces fossés étaient alimentés en eau par un ancien étang, aujourd'hui converti en pré sur les bords de l'Auzon.
Dans la basse-cour du château était située la chapelle castrale qui est devenue une collégiale avant d'être l'actuelle église Saint-Nicolas.
Les seigneurs de Pougy auraient ramené des Croisades le goût de la chasse au faucon et auraient ainsi fait construire une héronnière aux abords de leur château, qui est transformée au début du XVIIIe siècle par un parc avec verger, plantations et labyrinthe.

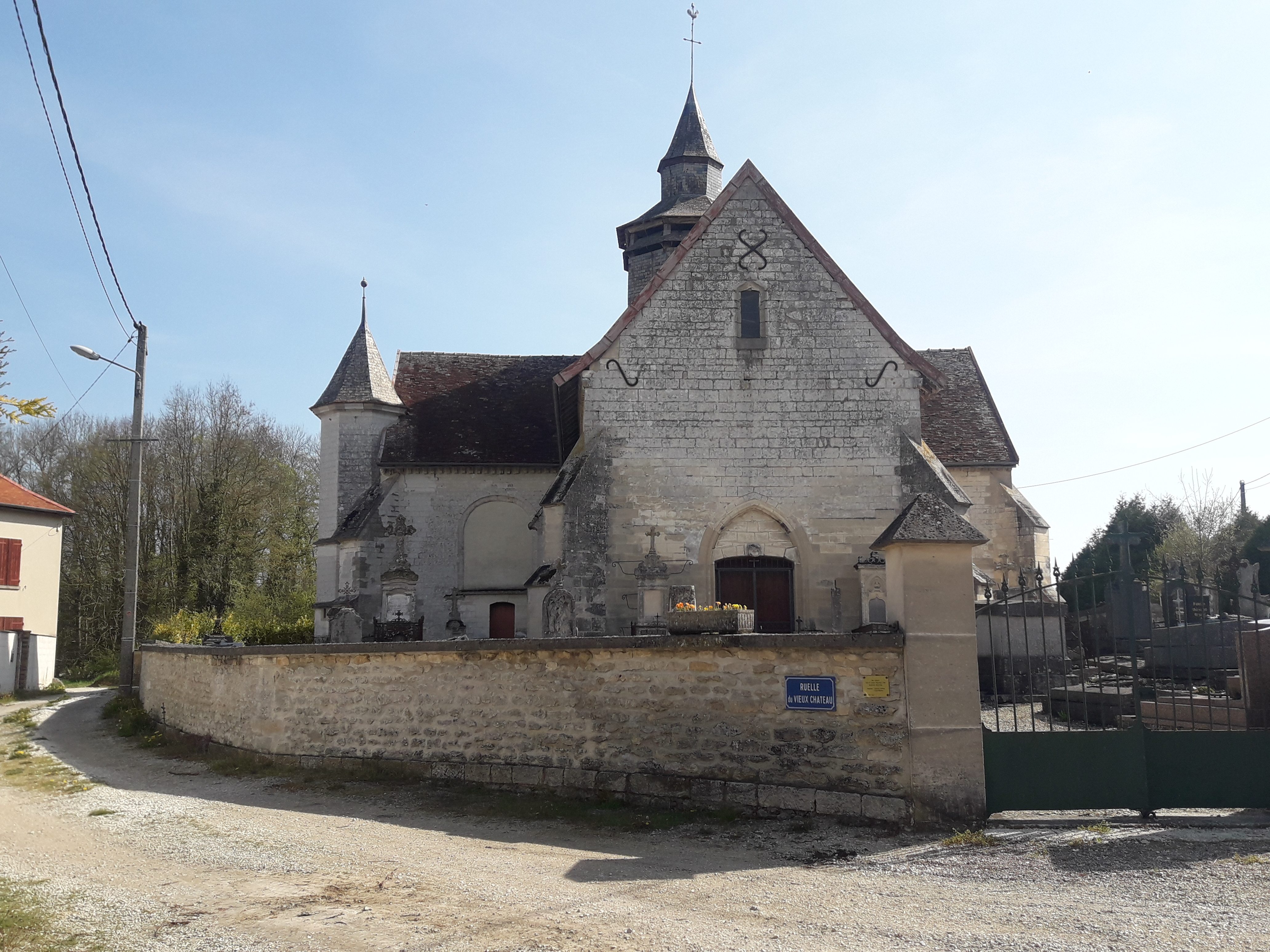
Église Saint-Nicolas, ancienne collégiale et chapelle castrale du château de Pougy.